# 堀井富太郎

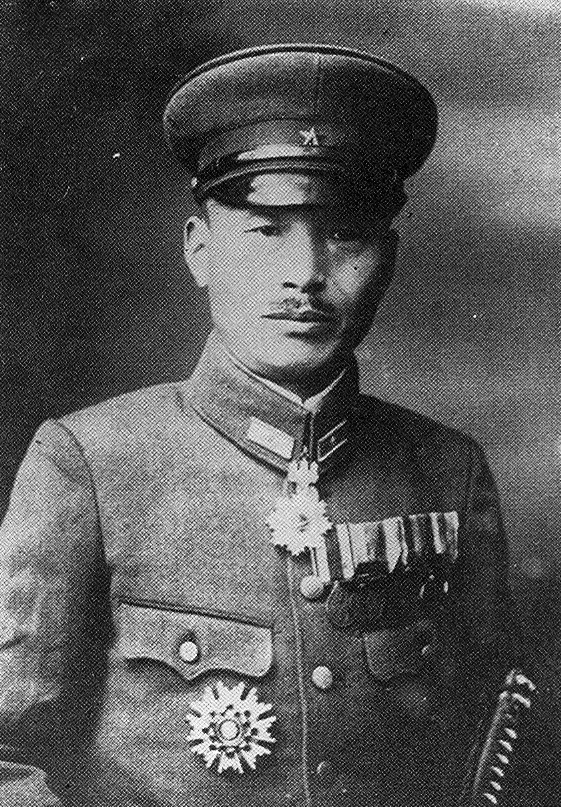
堀井富太郎

堀井富太郎（ほりい とみたろう，1890年11月7日—1942年11月23日），日本兵库县出身，第二次世界大戰中的日軍陸軍中將。
1911年5月27日，毕业于陆士第23期步兵科，同期生共计740名，较著名的有小畑英良、根本博、神田正种、山县栗花生等。同年12月16日以少尉军衔进入步兵第40联队。
1937年8月2日，升任大佐。
1937年10月9日，担任留守第8师团司令部副官。
1938年7月15日，担任步兵第82联队长。
1940年3月9日，担任留守第11师团司令部副官。
1940年8月7日，担任第55步兵团长（相当于旅团长，比联队长级别要高）。
1941年11月6日，就任南海支队长，南海支队以步兵第144联队、山炮兵第55联队第1大队、工兵第55联队第1中队为基干编成。
1941年12月10日，指挥南海支队占领關島，守岛的330名美军仅轻微抵抗便宣布投降，作战取得了圆满成功。1942年1-2月，指挥南海支队完成了对拉包尔和新不列颠岛的占领。1942年8月16日指挥南海支队主力登陆新几内亚岛，开始以莫尔兹比港为目标的作战。由于补给不足以及瓜达尔卡纳尔岛战役的影响得不到火力及兵力增援，未能达成战役目标，科科達小徑戰役以失败告终。1942年11月19日在搭乘独木舟前往布纳-戈纳地区的过程中因风暴导致的船只倾覆溺水而亡，隨從說他臨終前頻喊：「天皇陛下萬歲」兩臂還作出V字手勢，屍體自海裡撈上岸埋葬也如此。